# Калиновац
Калиновац (хорв. Kalinovac) — община с центром в одноимённом посёлке на севере Хорватии, в  Копривницко-Крижевацкой жупании. Население — 1467 человек в самом посёлке и 1601 человек во всей общине (2011). Подавляющее большинство населения — хорваты (99 %). В состав общины, кроме самого Калиновца, входит деревни Батинске (Batinske, 98 человек) и Молвице (Molvice, 36 человек). Большинство населения занято в сельском хозяйстве.
Посёлок расположен на Подравинской низменности в 3 километрах к юго-востоку от города Джурджевац, с которым он связан местной дорогой. Южнее посёлка проходит шоссе D2 Вараждин — Копривница — Осиек и железная дорога на линии Вараждин — Осиек, где есть платформа Калиновац, на которой останавливаются местные поезда.